# Billbergia cardenasii
Billbergia cardenasii är en gräsväxtart som beskrevs av Lyman Bradford Smith. Billbergia cardenasii ingår i släktet Billbergia och familjen Bromeliaceae. Inga underarter finns listade i Catalogue of Life.